# (100662) 1997 WM28
(100662) 1997 WM28 es un asteroide perteneciente al cinturón de asteroides descubierto el 29 de noviembre de 1997 por el equipo del Spacewatch desde el Observatorio Nacional de Kitt Peak, Arizona, Estados Unidos.

## Designación y nombre
Designado provisionalmente como 1997 WM28.

## Características orbitales
1997 WM28 está situado a una distancia media del Sol de 2,791 ua, pudiendo alejarse hasta 3,301 ua y acercarse hasta 2,281 ua. Su excentricidad es 0,182 y la inclinación orbital 2,402 grados. Emplea 1703,57 días en completar una órbita alrededor del Sol.

## Características físicas
La magnitud absoluta de 1997 WM28 es 15,8. 